# NGC 5437
NGC 5437 é uma galáxia espiral (Sb) localizada na direcção da constelação de Boötes. Possui uma declinação de +09° 31' 25" e uma ascensão recta de 14 horas, 03 minutos e 47,3 segundos.
A galáxia NGC 5437 foi descoberta em 28 de Junho de 1883 por Ernst Wilhelm Leberecht Tempel.